# Carissa’s Wierd
Carissa’s Wierd – amerykański zespół indierockowy pochodzący z Seattle, który istniał w latach 1995-2003. W nazwie zespołu znajduje się celowo przekręcone słowo „weird”.
Po rozpadzie zespołu Mat Brooke i Ben Bridwell założyli Band of Horses, a Brooke po odejściu w 2006 z Band of Horses utworzył grupę Grand Archives. Sera Cahoone oraz Jenn Ghetto podjęli projekty solowe.

## Członkowie zespołu
- Mat Brooke
- Jenn Ghetto
- Sarah Standard
- Ben Bridwell
- Sera Cahoone
- Creighton Barrett
- Jeff Hellis
- Robin Peringer
- Gilden Tunador

## Dyskografia
- Ugly But Honest (2000)
- You Should Be at Home Here (2001)
- You Should Be Hated Here 7" (EP, 2001)
- Songs About Leaving (2002)
- Scrapbook (2003)
- I Before E (2004)

### Albumy kompilacyjne z udziałem zespołu
- Home Alive Compilation, Volume 2: Flying Side Kick (2001)
- Keepsake, Volume 1 (2004)